# Mouvement des verts et de gauche
Le Mouvement des verts et de gauche (en islandais : Vinstrihreyfingin - grænt framboð, couramment abrégé VG) est un parti politique islandais socialiste, écologiste et féministe.

## Histoire
Fondé en 1999 par quelques députés qui n'approuvaient pas la fusion des partis de gauche islandais au sein de l'Alliance, le Mouvement des verts et de gauche se base sur des valeurs socialistes, écologistes et féministes et souhaite une démocratie accrue et une implication directe des citoyens dans l’administration du pays. Le parti est opposé au fait que l'Islande soit membre de l’OTAN et refuse l’adhésion à l’Union européenne.
Le mouvement est membre de l’Alliance de la Gauche verte nordique.
Comptant environ 6 000 membres, le parti est dirigé par Katrín Jakobsdóttir. Le secrétaire général du parti est Sóley Tómasdóttir.
Lors des élections parlementaires de 1999, le mouvement a obtenu 9,1 % des votes et six sièges au parlement. Quatre ans plus tard, il a régressé légèrement en obtenant 8,8 % des voix et cinq sièges, avant de connaître un score encore jamais atteint lors des élections de 2007, gagnant 14,3 % des voix et neuf sièges. Il est depuis lors le plus grand parti d'opposition. La crise politique elle-même engendrée par la crise économique de 2009 ayant abouti à la démission du gouvernement de grande coalition formée par le Parti de l'indépendance (droite) et l’Alliance sociale-démocrate permettra le passage du VG dans la majorité, au sein d'un gouvernement minoritaire intérimaire dirigé par l'Alliance. Les élections législatives qui ont eu lieu quelques mois plus tard ont été le théâtre d'une victoire historique de la gauche islandaise, majoritaire pour la première fois dans toute l'histoire du pays, victoire due en grande partie à la spectaculaire percée du VG, qui gagne plus de sept points avec 21,7 % des suffrages exprimés et passe de 9 à 14 députés, au coude-à-coude avec le Parti de l’indépendance.
En octobre 2024, Svandís Svavarsdóttir prend la tête du parti.

## Idéologie
Le Mouvement des verts et de gauche se concentre sur les valeurs démocratiques socialistes, le féminisme et l'environnementalisme, ainsi que sur le renforcement de la démocratie et l'implication directe de la population dans l'administration du pays.
Le parti s'oppose à la participation de l'Islande à l'OTAN, ainsi qu'à l'invasion et à l'occupation de l'Irak et de l'Afghanistan par les États-Unis. Le parti rejette l'adhésion à l'Union européenne et soutient la cause palestinienne au Moyen-Orient. Il soutient l'adaptation mutuelle et l'intégration des immigrants dans la société islandaise, si nécessaire.

## Résultats électoraux

### Législatives: au niveau national
| Élection | Voix   | %     | Sièges  | Gouvernement                                        |
| -------- | ------ | ----- | ------- | --------------------------------------------------- |
| 1999     | 15 115 | 9,12  | 6 / 63  | Opposition                                          |
| 2003     | 16 129 | 8,81  | 5 / 63  | Opposition                                          |
| 2007     | 26 136 | 14,35 | 9 / 63  | Opposition (2007-2009), Sigurðardóttir I (2009)     |
| 2009     | 40 580 | 21,68 | 14 / 63 | Sigurðardóttir II                                   |
| 2013     | 20 546 | 10,87 | 7 / 63  | Opposition                                          |
| 2016     | 30 166 | 15,91 | 10 / 63 | Opposition                                          |
| 2017     | 33 155 | 16,89 | 11 / 63 | Jakobsdóttir                                        |
| 2021     | 25 115 | 12,57 | 8 / 63  | Jakobsdóttir II (2021-2024), Benediktsson II (2024) |
| 2024     | 4 974  | 2,34  | 0 / 63  | Extra-parlementaire                                 |

### Législatives: par circonscription
| Année | Nord Ouest | Nord Ouest | Nord Est | Nord Est | Sud  | Sud    | Sud Ouest | Sud Ouest | Reykjavik Sud | Reykjavik Sud | Reykjavik Nord | Reykjavik Nord |
| Année | %          | Sièges     | %        | Sièges   | %    | Sièges | %         | Sièges    | %             | Sièges        | %              | Sièges         |
| ----- | ---------- | ---------- | -------- | -------- | ---- | ------ | --------- | --------- | ------------- | ------------- | -------------- | -------------- |
| 2003  | 10,6       | 1 / 10     | 14,1     | 2 / 10   | 4,6  | 0 / 10 | 6,2       | 0 / 11    | 9,3           | 1 / 11        | 9,8            | 1 / 11         |
| 2007  | 16,0       | 1 / 9      | 19,6     | 2 / 10   | 9,9  | 1 / 10 | 11,6      | 1 / 12    | 14,4          | 2 / 11        | 16,9           | 2 / 11         |
| 2009  | 22,8       | 3 / 9      | 29,7     | 3 / 10   | 17,1 | 1 / 10 | 17,4      | 2 / 12    | 22,9          | 2 / 11        | 24,0           | 3 / 11         |
| 2013  | 8,5        | 1 / 8      | 15,8     | 2 / 10   | 5,9  | 0 / 10 | 7,9       | 1 / 13    | 12,1          | 1 / 11        | 15,7           | 2 / 11         |
| 2016  | 20,0       | 2 / 8      | 18,1     | 1 / 10   | 10,2 | 1 / 10 | 12,0      | 1 / 13    | 17,6          | 2 / 11        | 20,9           | 3 / 11         |
| 2017  | 17,8       | 1 / 8      | 19,9     | 2 / 10   | 11,8 | 1 / 10 | 13,6      | 2 / 13    | 18,9          | 2 / 11        | 21,5           | 3 / 11         |
| 2021  | 11,5       | 1 / 8      | 12,9     | 2 / 10   | 7,4  | 1 / 10 | 12,1      | 1 / 13    | 14,7          | 1 / 11        | 15,9           | 2 / 11         |